# Taalfilosofie
Taalfilosofie of filosofie van de taal betreft het filosofisch onderzoek naar de aard en het gebruik van de taal in haar relatie tot de werkelijkheid en heeft daardoor raakpunten met de linguïstiek, alhoewel haar onderzoek toch eerder conceptueel dan empirisch is. Hierbij worden natuurlijke talen of formele talen (zoals logica) kritisch en filosofisch bestudeerd en bevraagd. Meestal worden deze in samenhang met de werkelijkheid en het denken van de taalgebruiker beschouwd. De taalfilosofie staat vooral centraal in de analytische filosofie, en wordt daar in vier kernproblemen opgedeeld:
1. Aard van betekenis: wat betekent het om iets te "betekenen". Het gaat hier bijvoorbeeld om wat het betekent synoniemen te zijn, de oorsprong van betekenis en hoe men de betekenis van een woord überhaupt kan kennen. Een andere belangrijke vraag is hoe en op welke wijze zinnen zijn samengesteld uit kleinere gehelen, en hoe deze samenstelling kan leiden tot een betekenisvol geheel.
2. Taalgebruik: men wil begrijpen hoe zenders en ontvangers gebruikmaken van taal in onderlinge communicatie, en dus hoe taal sociaal gebruikt wordt. Meer specifieke vragen gaan over hoe men een taal kan aanleren en creëren. Ook naar de aard van een taalhandeling wordt hier onderzoek verricht.
3. Cognitie van taal: ook willen taalfilosofen begrijpen wat de exacte relatie tussen taal en geest is, en hoe men hierbij dus een gedachte of idee overbrengt van een persoon naar een ander persoon. Specifieker stelt men zich hier ook de vraag hoe een woord "vertaald" kan worden in een andere taal of in andere woorden.
4. Relatie tussen taal en de werkelijkheid: een laatste belangrijke vraag is de relatie tussen enerzijds taal en betekenis, en anderzijds waarheid en de wereld. Het gaat hier niet zozeer om de vraag welke uitspraken waar zijn of niet, maar om de vraag welke soort van betekenissen al dan niet waar of fout kan zijn. Men stelt bijvoorbeeld de vraag of een betekenisloze zin een waarheidswaarde heeft of niet, of de vraag of uitspraken proposities kunnen uitdrukken over dingen die niet bestaan.

In de continentale filosofie wordt eveneens veel aandacht aan de taal besteed, maar niet zozeer als onafhankelijke discipline, maar eerder als deel van grotere historische of politieke theorieën.

## Geschiedenis

### De oude Grieken
In het Westen gaat de taalfilosofie terug op de oude Grieken in de vijfde eeuw voor Christus, bij de sofisten en bij filosofen als Socrates, Plato, Aristoteles en de Stoa.
Men kan stellen dat de eerste filosofische aandacht voor de taal naar voren kwam in het werk van Parmenides. Deze filosoof stelde dat, als men de termen zijn en niet zijn goed analyseerde, men wel tot het besluit moest komen dat alles wat is is, en datgene wat niet is, niet is. Men kan met andere woorden niet spreken over dingen die niet zijn, want ze zijn niet en zijn dus ook niet denkbaar. Parmenides wijst erop dat de gewone mensen en de vroegere filosofen nooit voldoende aandacht hebben geschonken aan de termen die ze gebruiken. Ze spreken immers hoe iemand zowel iets (bijvoorbeeld sterk) als iets niet is (hij is dus ook niet klein). Parmenides verwerpt hierbij dan ook, na een conceptuele analyse van "zijn", dat er beweging en verandering is. De filosoof Zeno van Elea zal dit verder uitwerken, en klassieke paradoxen opstellen die deze stellingen zouden verdedigen.

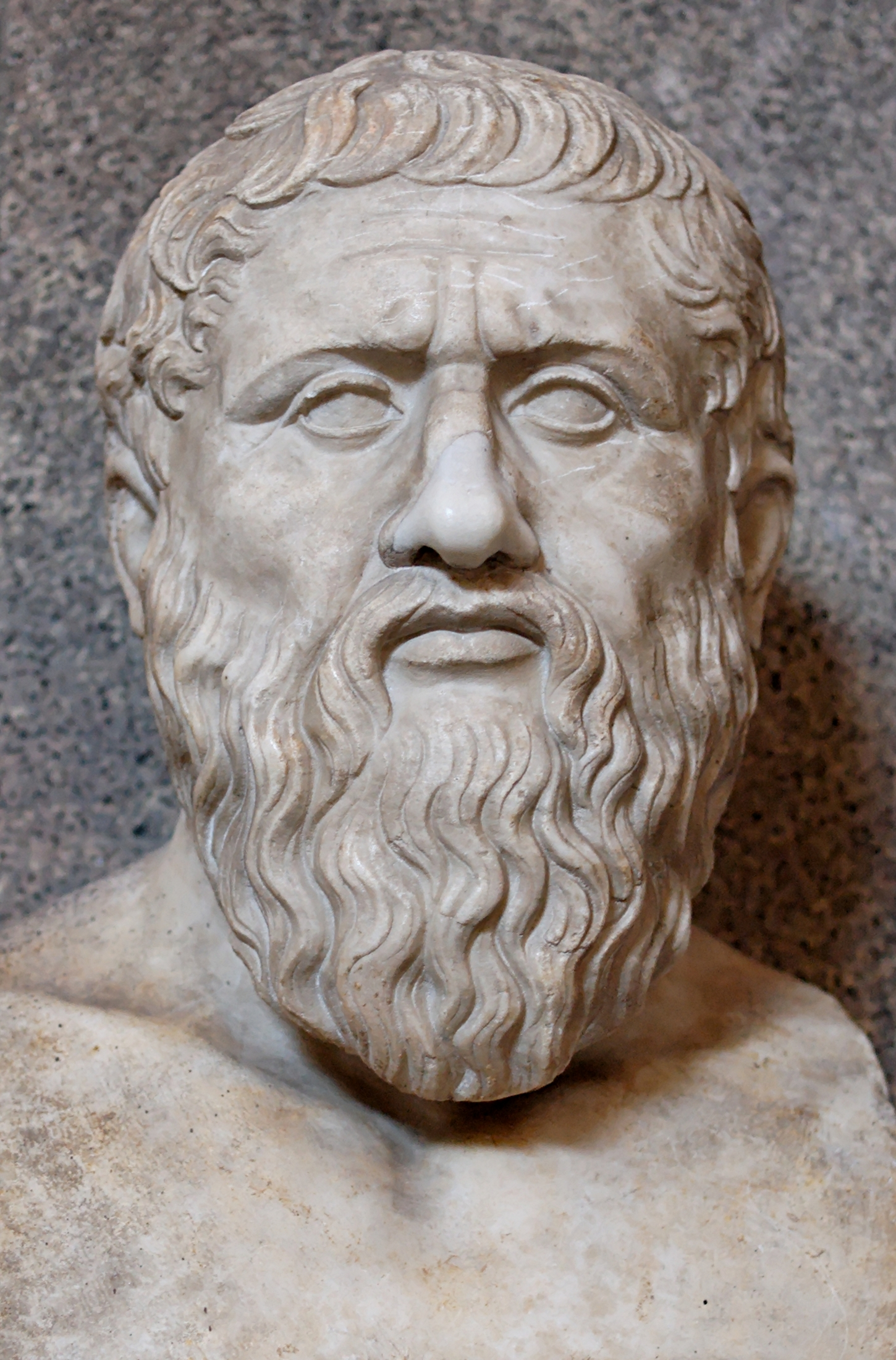
De filosoof Plato was een van de eerste filosofen die zich bezighield met problemen rond de aard van de taal.

Filosofen na Parmenides werden dus gedwongen meer aandacht te schenken voor hun concepten en taalgebruik; het was pas bij de sofisten echter, dat de taal echt centraal ging staan. Sofisten waren immers onderwijzers in de welsprekendheid en de retoriek. De kracht van het woord stond centraal in hun denken. Een ander centraal probleem bij de sofisten was de spanning tussen menselijke conventie en natuurlijke gegevenheid. Is een wet bijvoorbeeld louter een menselijke gegevenheid, of is het een natuurwet? Dit pasten ze ook toe op de taal: is de taal, en haar woorden gebaseerd op menselijke conventie, of is het een soort natuurlijk gegeven? Iemand als Protagoras zal daarnaast ook stellen dat er zoiets bestaat als de "natuurlijke geslachten" van woorden, en die kunnen verschillen van de taal zelf. Volgens Protagoras zou men dus bijvoorbeeld moeten spreken over "de meisje" en niet "het meisje" (want meisje is een woord dat "van nature" vrouwelijk is). De sofist Prodicus dan weer, legde zich toe op het onderzoeken van de aard van synoniemen. Als men synoniemen maar goed genoeg bestudeerde, kon men ontdekken dat er toch subtiele verschillen tussen woorden bestonden, en dus dat ze eigenlijk niet geheel synoniem waren.
Deze aandacht voor concepten, deels als erfenis van Parmenides, deels ter bescherming tegen de sofisten, was ook aanwezig in de filosofie van Socrates en Plato. Zo onderzoekt Plato heel precies de juiste betekenis van een begrip alvorens er verdere conclusies in zijn filosofie aan te verbinden. Zo onderzoekt hij in de Euthyphro bij monde van Socrates het begrip 'vroomheid' en in de Phaedo wordt de status van algemene begrippen onderzocht. Ook in Cratylus is zijn bezorgdheid om de preciesheid van de taalexpressie evident: de discussie gaat hier over de relatie tussen woorden en de begrippen of zaken waar ze naar verwijzen.
Aristoteles houdt zich dan weer vooral bezig met logica, categorieën en het ontstaan van betekenis. Zo deelde hij alle bestaande dingen op in categorieën van species en genus. Hij dacht dat de betekenis van een bepaald predicaat (zoals rood) tot stand kwam door de abstractie van de gelijkenissen die men zag in de individuele dingen. Later zal deze visie bekendstaan onder de term nominalisme. Aristoteles was echter ook van mening dat deze gelijkenissen ontstonden uit de werkelijke vorm die in alle dingen aanwezig was, en was dus op deze wijze ook een realist.
De Stoïcijnen hebben ook bijdragen geleverd op vlak van de analyse van grammaticale structuren, en zo onderscheiden ze vijf onderdelen van de taal: zelfstandige naamwoorden, werkwoorden, bijvoeglijke naamwoorden (epitheta), voegwoorden en lidwoorden. Daarnaast ontwikkelden zij ook de complexe doctrine van de lektón dat met elk teken is verbonden, maar toch apart staat van zowel het teken zelf als het ding waarnaar het teken verwijst. Deze lektón was de "betekenis" van zo'n teken. Tegenwoordig zal men dit dan ook eerder een propositie noemen. Deze proposities werden beschouwd als de enige waarheidsdragende termen (termen die waar of onwaar kunnen genoemd worden), terwijl zinnen louter werden opgevat als de wijze waarop deze proposities konden worden uitgedrukt. Verschillende lektá konden ook andere zaken uitdrukken, zoals een bevel, een vraag of een uitroep. Dit zou men tegenwoordig het illocutionaire deel van de taal noemen.

### Middeleeuwen
Ook in de middeleeuwen hadden verscheidene filosofen interesse in de complexe kenmerken van taal, en in haar gebruik. Voor vele scholastische filosofen kwam deze interesse er door de vertaling van Griekse teksten in het latijn. Iemand als Petrus Abaelardus zou zo volgens sommigen al geanticipeerd hebben op het onderscheid tussen betekenis en referent (of verwijzing) zoals bij Gottlob Frege verwoord, maar dit wordt wel betwist. Een ander belangrijk middeleeuws filosoof was William van Ockham, die in zijn Summa Logicae een eerste aanzet deed om de mentale taal in kaart te brengen.
In de late scholastiek, met filosofen als Ockham en John Duns Scotus, werd de logica beschouwd als scientia sermocinalis (wetenschap van de taal). In hun werk vinden we dan ook een uiteenzetting van taalfilosofische begrippen die in de latere taalfilosofie centraal zullen staan. Verder werd er ook veel onderzoek gedaan naar fenomenen zoals de vaagheid en de dubbelzinnigheid van woorden, en verder ook de aard van woorden als "en", "of", "niet" en "elke". Een van de belangrijkste noties die hier ontwikkeld werd, was de doctrine van de suppositio. De suppositio van een term was de specifieke interpretatie van die term in een specifieke context. Deze kan dan zowel "gepast" als "ongepast" zijn. Ongepast is hij bijvoorbeeld wanneer hij wordt gebruikt in een metafoor, metonymie en in andere beeldspraak. Een gepaste suppositio kan op zijn beurt worden ingedeeld in een formele en materiële variant, naargelang het verwijst naar de buitentalige referent ('bijvoorbeeld "Jan is een man") of als het zelf een talige entiteit is (als in "het woord 'Jan' telt drie letters"). Vandaag de dag staat dit bekend als het onderscheid tussen taal en metataal.
Breder eigenlijk paste deze taalfilosofische overpeinzingen in het klassieke debat van universalia. We gebruiken in ons taalgebruik algemene woorden zoals "de mens" of "de stoel". De vraag is nu wat de werkelijkheidswaarde van zulke algemene begrippen is. Bestaan deze universalia onafhankelijk ergens in de realiteit of bestaan er slechts de particuliere gevallen? Het eerste standpunt, vaak realisme genoemd, gaat oorspronkelijk terug op Plato en zijn ideeënleer, en wordt ook door vele filosofen in de middeleeuwen verdedigd. In de latere middeleeuwen, in het werk van Ockham of Roscellinus van Compiègne werd echter de positie van het nominalisme verdedigd, namelijk dat de algemene begrippen enkel in ons hoofd zitten, en dus iets mentaal zijn. Iemand als Petrus Abaelardus zal dan weer de middenpositie van het conceptualisme uitwerken.

### Moderne tijd
Taalfilosofen in de Renaissance en de Barok, zoals Johannes Goropius Becanus, Athanasius Kircher en John Wilkins waren van mening dat een filosofische of ideale taal de verdeeldheid van talen in de wereld kon terugdraaien. Dit kwam mede door de confrontatie met het Chinese schrift en Egyptische hiërogliefen. In de achttiende eeuw ontstond er ook een grotere interesse in de Indische talen zoals het Sanskriet in het werk van personen als Jean François Pons en Henry Thomas Colebrooke.
In het werk van klassieke Moderne filosofen zoals René Descartes en Baruch Spinoza verdween de taalfilosofie meer op de achtergrond en verschoof de aandacht eerder naar de metafysica en de epistemologie. Ook het werk van Immanuel Kant richt zich vooral op de structuren van het denken en het verwerven van kennis. Uitzonderingen kunnen wel gevonden in het werk van de Britse empiristen, zoals David Hume en John Locke en de latere John Stuart Mill die zich nog wel inlieten met de vraag waar de betekenis van een woord vandaan komt.
Een apart geval is de Deense filosoof Søren Kierkegaard, die pleitte voor een grotere rol in de Westerse filosofie. Hij wijst erop dat de taal een veel grotere rol speelt in het denken, en dat de verdere filosofie hier meer aandacht aan moet schenken. Hij schrijft:
"Als de bewering van de filosofen dat ze onpartijdig zijn, is wat ze pretendeert te zijn, moeten die filosofen ook inzicht hebben in de taal en haar gehele relatie tot de speculatieve filosofie - [...] Taal is iets dat gedeeltelijk een oorspronkelijk gegeven is, en zichzelf gedeeltelijk vrij ontwikkelt. En net als het individu nooit een gehele onafhankelijkheid kan bereiken - [...] zo is dat ook het geval bij de taal."

### Hedendaagse filosofie

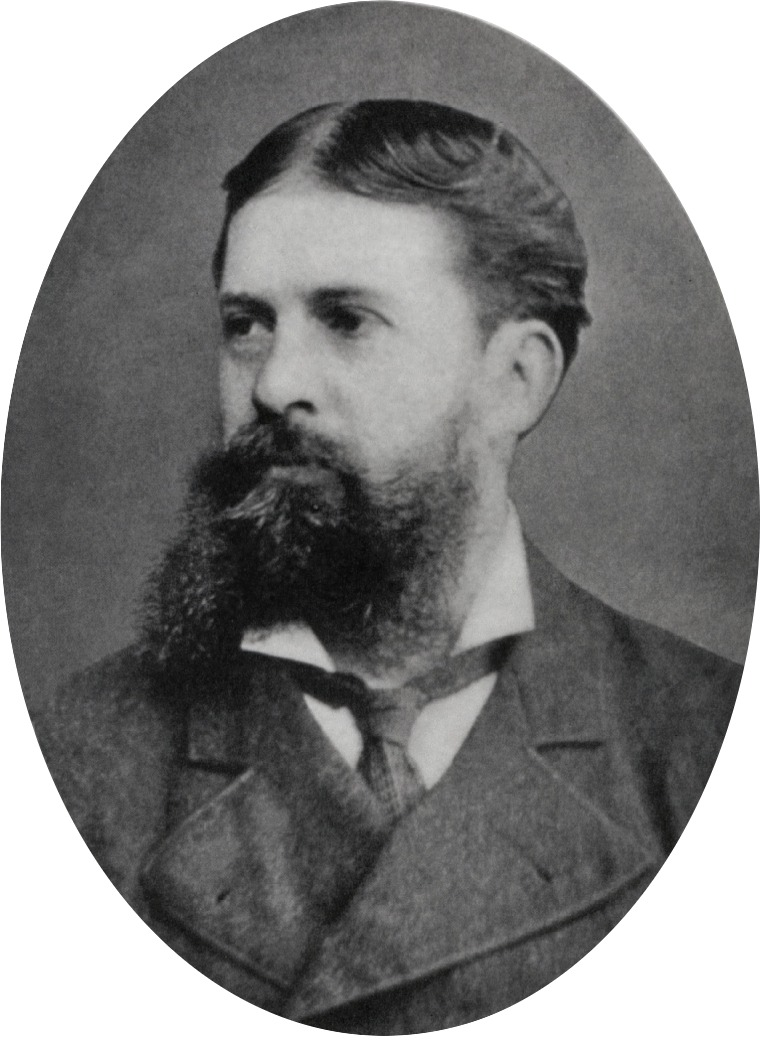
De filosoof C.S. Peirce is een van de grondleggers van de semiotiek.

Het is pas in de hedendaagse filosofie dat er echte aandacht komt voor de taal en het taalgebruik. Een belangrijke pionier hierin was de semiotiek van Ferdinand de Saussure, die in zijn Cours de linguistique générale (1916) een nieuwe taalfilosofie uiteen heeft gezet. De Saussure stelde dat de betekenis van woorden niet kwam van het object waarheen het verwees, maar net door het verschil tussen het woord in kwestie en de andere woorden in de taal. Dit werk van de Saussure zou resulteren in de filosofische stroming van het structuralisme, die vertrok van de idee dat grote delen van de maatschappij zouden bepaald worden door onderliggende en onbewuste (taal)structuren. Een ander belangrijke pionier in de semiotiek was C.S. Peirce, een Amerikaans pragmatist, die gelijkaardige inzichten uitwerkt.
Aan de andere kant ontstond ook in het begin van de twintigste eeuw de analytische filosofie, voortvloeiend uit het werk van Gottlob Frege en Bertrand Russell. Hierin werd de filosofie verstaan in haar geheel als een zaak van de taalfilosofie. Taal werd met andere woorden centraal geplaatst, en gezien als het vertrekpunt van waaruit men klassieke filosofische problemen moest analyseren. Deze filosofen waren ervan overtuigd dat een strikte analyse van de taal en woorden de enige goede manier om te filosoferen was. Specifiek is Frege vooral belangrijk doordat hij in Über Sinn und Bedeutung (1892) en in Der Gedanke (1918-1919) het onderscheid maakt tussen de betekenis (Sinn) en referent (Bedeutung). Hij gebruikt hiervoor het klassiek geworden voorbeeld van de ochtendster en de avondster. Waar zij in principe beide een verschillende betekenis hebben, verwijzen zij toch naar hetzelfde object (namelijk naar de planeet Venus). Russell is dan weer belangrijk omdat hij als brug diende tussen Frege en de latere analytische filosofen. Doch, ook hij heeft verscheidene eigen bedragen geleverd aan de taalfilosofie. Voornamelijk in zijn werk On Denoting (1905) komt dit naar voren. Hij buigt zich bijvoorbeeld over de vraag hoe een zin als "de koning van Frankrijk is kaal" nog zin kan hebben, ondanks dat Frankrijk geen koning heeft en de uitspraak dus onzin lijkt.
Breder kan men deze verschuiving in de hedendaagse filosofie opvatten onder de term "linguïstische wending" (linguistic turn). Er vond immers bij een hele reeks belangrijke hedendaagse filosofen een verschuiving naar de taal plaats. Het bekendste voorbeeld daarbij is het werk van Ludwig Wittgenstein die enerzijds in zijn Tractatus Logico-Philosophicus (1922) vertrekt van de stelling dat de grenzen van de taal de grenzen van de wereld zijn. Met andere woorden kan men niets kennen wat men niet in de taal kan uitdrukken. Om als uitspraak betekenis te hebben, moest die uitspraak corresponderen met een feit uit de werkelijkheid. Dit werk zal als grote inspiratiebron dienen voor de Wiener Kreis en hun logisch positivisme. Deze filosofen stelden dat enkel de uitspraken die empirisch geverifieerd konden worden zinvol waren. Uitspraken die niet aan deze eis voldeden, zoals ethische of esthetische uitspraken, moesten verworpen worden. Belangrijke vertegenwoordigers hiervan waren Moritz Schlick en Rudolf Carnap.
In zijn latere werk, Filosofische onderzoekingen (1953), verdedigde Wittgenstein dan weer de opvatting dat er verschillende taalspelen zijn, waarbinnen wij mensen leven. Dit latere werk gaf een sterke impuls aan de ordinary language philosophy, een reeks filosofen (met onder andere John Austin en Gilbert Ryle) die de gewone omgangstaal centraal stelden in hun filosofie. Meer hedendaagse analytische filosofen die en belangrijke rol hebben gespeeld in de taalfilosofie zijn Noam Chomsky, Donald Davidson, Saul Kripke, Richard Montague en Willard Van Orman Quine. Davidson en Quine verdedigen daarbij bijvoorbeeld een semantisch holisme.
Ook in de continentale filosofie voltrok zich deze wending. Vroege voorbeelden zijn de eerder vernoemde stroming van het structuralisme, maar ook de psychoanalyse bij Jacques Lacan, die het onbewuste gestructureerd zag als een taal. Een ander voorbeeld is de filosoof Jacques Derrida en zijn deconstructie. Dit is een bepaalde manier van tekstanalyse die aantoont hoe een tekst zichzelf ondergraaft, door bepaalde (onbewuste) verwoordingen of veronderstellingen. Ook Jean-François Lyotard en zijn geschildenken (Le différend) kunnen onder deze noemer vallen. Hij vat de zin als het atomaire fenomeen op van de werkelijkheid: de enige zekerheid van Lyotard is dat er iets als een "zin" bestaat. Er bestaan echter verschillende "regimes" van zinnen, die onderling op zekere punten onvertaalbaar zijn. Dit resulteert in "geschillen", problemen die niet opgelost kunnen worden.
Deze verschuiving vindt men ook terug in het latere werk van Michel Foucault, in zijn opvatting over het vertoog. Hij stelt dat elke periode een uniek type vertoog heeft, eigen aan die periode zelf. Hij noemt dit de epistèmè. Ook in de filosofie van de neomarxist Jürgen Habermas voltrok zich deze wending. Hij stelde dat er naast de klassieke instrumentele rationaliteit, ook een "communicatieve rationaliteit" is, voortvloeiend uit de structuur van de taal zelf. Hij baseert zich vooral op het werk van John Austin en John Searle.

## Belangrijke onderzoeksvragen

### Compositie en delen

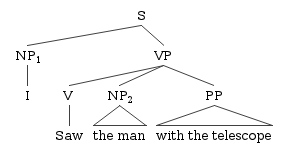
Een voorbeeld van een syntactische boom.

Het is allang bekend dat er verschillende woordsoorten zijn. Een deel van een zin wordt daarbij een lexicale eenheid genoemd, en bestaat uit zelfstandige naamwoorden, werkwoorden en adjectieven. Een belangrijke vraag hierbij - vooral in het formalisme en het structuralisme - is de vraag hoe de betekenis van een zin voortkomt uit de delen van die zin.
Vele aspecten van dit probleem rond de compositie van zinnen worden vooral behandeld in onderzoek naar de syntaxis van de taal. Een belangrijk principe hier, is het principe van compositionaliteit, dat tracht dit ontstaan van betekenis te verklaren door te stellen dat een zin kan begrepen worden op basis van de betekenis van de delen van die zin (de woorden, de morfemen ervan) in combinatie met haar structuur (de syntaxis, de logica ervan).
Taalfilosofen hebben over het algemeen twee methodes ontwikkeld om de relatie tussen de delen van een linguïstische entiteit en hun samenstelling te begrijpen: syntactische en semantische bomen. Syntactische bomen bekijken de woord vanuit het perspectief van de grammatica en syntaxis van de zin. Semantische bomen, daarentegen, richten zich vooral op de betekenis van de specifieke woorden, en hoe deze betekenissen samen inzicht kunnen bieden in het ontstaan van de betekenis van de gehele zin.

### Aard van betekenis
Algemeen beschouwd, kan men op z'n minst zeven verschillende verklaringen onderscheiden van wat nu net de aard van betekenis is:
1. Ideetheorie van betekenis: de betekenis komt zuiver uit het mentale voort en wordt slecht opgeroepen door de tekens van de taal.[14] Hoewel deze theorie al van bij meet af met verscheidene problemen werd geconfronteerd, is er toch een zekere heropleving van deze theorie bij hedendaagse taalfilosofen, bekend onder de naam semantisch internalisme.[15] Deze theorie werd vooral vertegenwoordigd door de Britse empiristen zoals John Locke, George Berkeley en David Hume.
2. Waarheidsvoorwaardelijke theorie van betekenis: men stelt dat de betekenis gelijk is aan de voorwaarden waaronder de uitspraak al dan niet waar of onwaar is. Deze visie gaat terug op de Duitse filosoof Gottlob Frege, maar wordt ook geassocieerd met het werk van verscheidene moderne filosofen zoals Alfred Tarski en Donald Davidson.[16][17]
3. Gebruikstheorie: de betekenis hangt nauw samen met taalhandelingen en particuliere taaluitingen, en niet de uitspraken zelf. Dit wordt vooral geassocieerd met de latere filosofie van Ludwig Wittgenstein die de idee naar voren bracht dat de betekenis van een woord of van een zin, haar gebruik is. Wittgenstein was sterk geïnteresseerd hoe gemeenschappen in hun geheel een taal gebruiken.[18] Het wordt ook geassocieerd met Peter Strawson, John Searle en Robert Brandom.[19]
4. Referentietheorie van betekenis: de betekenis van een woord of propositie is in feite het ding in de wereld zelf dat in verband staat met het teken. De betekenis van een woord komt dus tot stand door de verwijzing van dat woord naar een object in de wereld zelf. Deze stelling staat dan ook gekend onder de term semantisch externalisme. Er bestaan twee varianten van dit externalisme: sociaal externalisme en omgevingsexternalisme. De eerste variant wordt vooral geassocieerd met het werk van Tyler Burge[20], terwijl het tweede eerder terug te vinden is bij Hilary Putnam en Saul Kripke.[21][22] Belangrijk hierbij is ook het tweeling-aarde gedachte-experiment.
5. Verificationistische theorie van betekenis: de betekenis van een zin is gelijk aan haar methode van verificatie of falsificatie. Deze positie wordt vooral geassocieerd met de Wiener Kreis en hun logisch positivisme. Deze theorie werd als achterhaald beschouwd na de algemene acceptatie van het Duhem-Quinestelling van confirmatieholisme na de publicatie van Quine's Two Dogmas of Empiricism[23]. Doch de hedendaagse filosoof Michael Dummett heeft een aangepaste versie van dit verificationisme voorgesteld en verdedigd sinds de jaren 70. In deze variant, bestaat de betekenis van een zin in de mogelijkheid van de hoorder om de (wiskundige, empirische of andere) demonstratie ervan te herkennen.[24]
6. Pragmatische theorie van betekenis: de betekenis van een zin wordt bepaald door de gevolgen van haar toepassing. Dummett schrijft deze theorie toe aan Charles Sanders Peirce en andere vroege Amerikaanse pragmatisten.[24]
7. Holistische theorie van betekenis: de betekenis van een woord of een zin wordt bepaald door een groter segment van de taal zelf, of misschien wel door de taal in zijn geheel. Deze positie wordt geassocieerd met het werk van W.V.O. Quine en staat gekend als semantisch holisme. Men kan echter ook gelijkaardige visies vinden bij continentale filosofen zoals binnen de hermeneutiek, met Wilhelm Dilthey en Hans-Georg Gadamer, en anderzijds de semiotiek en het structuralisme met Ferdinand de Saussure en Jacques Lacan. De Saussure en Lacan stellen bijvoorbeeld dat de betekenis wordt bepaald door de andere elementen in de taal. Lacan zal dit de "keten van betekenaars" (chaine signifiante) noemen.[25]

Er zijn ook nog andere theorieën die zich vooral focussen op niet-talige betekenissen te analyseren, zoals lichaamstaal.

### Referenten
Theorieën die proberen te verklaren hoe de taal interageert met de wereld staan bekend als referentietheorieën. Een vroege opvatting hierover vindt men bij de filosoof John Stuart Mill, die in zijn werk de interpretatie van de relatie tussen betekenis en referent probeerde te analyseren. Hij stelde dat, ondanks dat er twee componenten (de connotatie en de denotatie) zijn bij elke term, eigennamen zoals Bill Clinton of Bismarck enkel een denotatie hebben. Zijn theorie staat dan ook bekend als een directe referentietheorie.

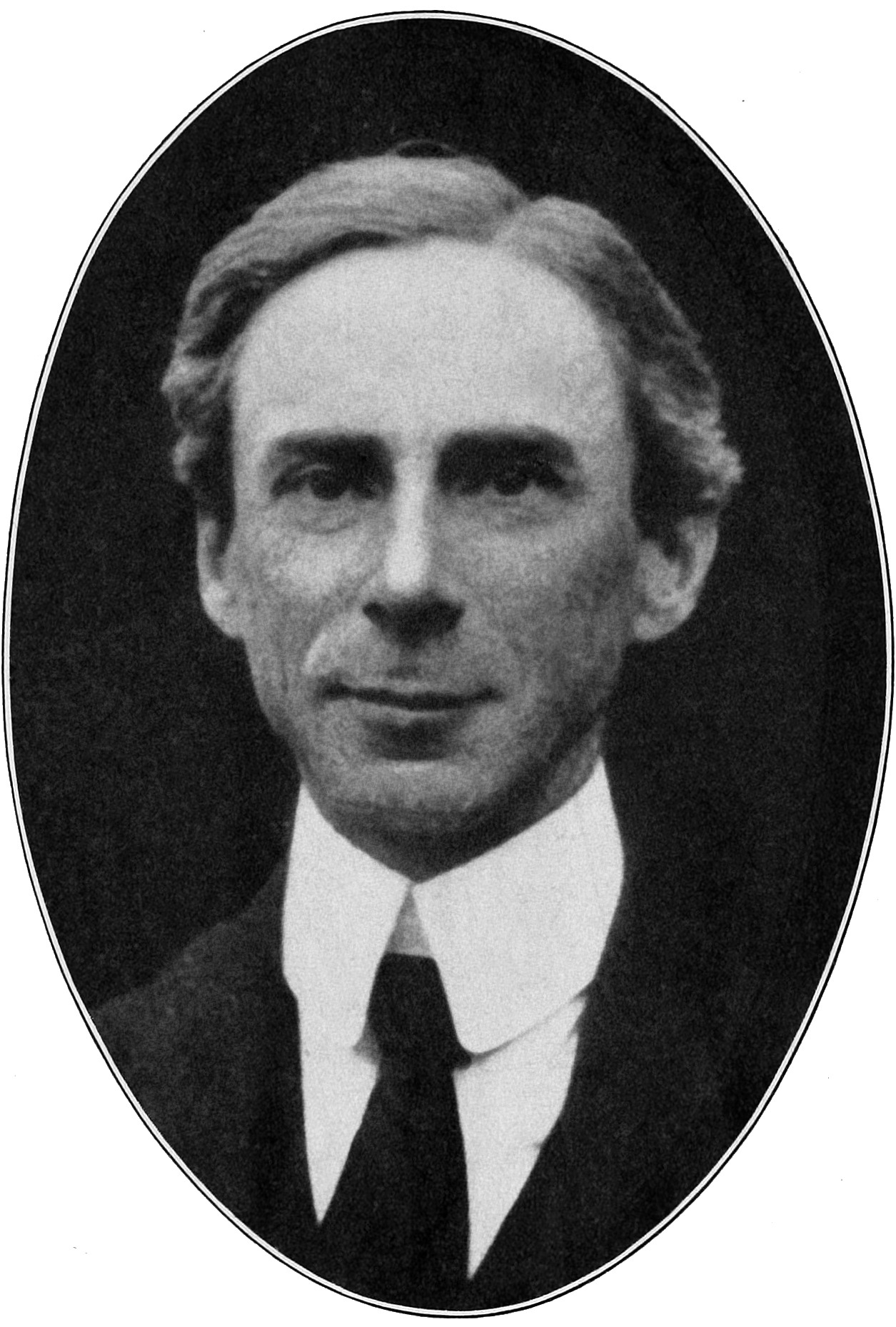
De Britse filosoof Bertrand Russell heeft zich uitvoerig beziggehouden met de studie van referenten.

Bertrand Russell betoogde in zijn latere werk, verder bouwend op zijn epistemologie, echter dat de enige directe referentiële uitdrukkingen de "logische eigennamen" zijn (logically proper names). Dit soort eigennamen bevat termen als Ik, nu, hier. Hij zag deze termen als afgekortingen van welbepaalde beschrijvingen (abbreviated definite descriptions). Zo is Bertrand Russell bijvoorbeeld een afkorting voor de beschrijving "een Brits filosoof die de Principia Mathematica heeft geschreven". Deze welbepaalde beschrijvingen waarheen ze verwijst zijn aanduidende zinnen (denoting phrases) die door Russell worden geanalyseerd als existentieel gekwantificeerde logische constructies. Dit wil zeggen dat zo'n beschrijving stelt dat er "minstens een object is dat aan de beschrijving voldoet". Er is bijvoorbeeld minstens een persoon die "een Brits filosoof is en de Principia Mathematica heeft geschreven". Deze objecten hebben echter geen betekenis op zichzelf, maar slechts in de bredere propositie die uitgedrukt wordt via de zin waarvan het object zelf dan ook deel uitmaakt. Ze zijn dus niet direct verwijzend zoals logische eigennamen dat zijn.
Een ander belangrijk filosoof die over dit onderwerp geschreven heeft is Frege, die zelf een bemiddelde referentietheorie (Mediated reference theory) verdedigde. Het probleem dat Frege had met de directe referentietheorieën was bijvoorbeeld dat ze geen raad wisten met twee namen die naar hetzelfde object verwezen. Hij stelde dat daarom de semantische inhoud van een uitspraak, zoals een zin, kan worden opgedeeld in twee delen: Sinn (betekenis) en Bedeutung (referent of verwijzing). De betekenis van een zin is de gedachte die ermee wordt uitgedrukt. Frege vatte zo'n gedachte op als iets abstracts, universeel en objectief. De betekenis van de delen van een zin bestaat dan weer in hun bijdrage aan deze gedachte van de zin waarvan ze onderdeel zijn. De betekenis bepaalt anderzijds ook de referent en bevat ook de wijze waarop het object waaraan gerefereerd wordt, wordt voorgesteld. De referent is eenvoudig het object waarheen in de werkelijkheid via de woorden wordt verwezen. Dus, de referenten van de "avondster" en de "ochtendster" zijn dus dezelfde, namelijk de planeet Venus. Hun betekenis is daarentegen wel anders, het zijn immers twee verschillende manieren om hetzelfde object voor te stellen. De betekenis van zinnen komt dus overeen met de gedachte die erachter schuilgaat, de referent daarentegen bepaald de waarheidswaarde (of de uitspraak waar of fout is). Een ander probleem bij Mill is dat hij geen raad wist met namen die naar niets verwezen. Een voorbeeld hiervan is "Pegasus is een vliegend paard in de Griekse mythologie". Dit lijkt een zinvolle uitspraak, maar doordat Pegasus naar niets verwijst, is Mill genoodzaakt te stellen dat de zin toch betekenisloos is.
Ondanks hun onderlinge verschillen, kunnen zowel Frege als Russell gezien worden als "descriptivisten" omtrent eigennamen. Dit soort descriptivisme is later echter sterk bekritiseerd door Saul Kripke, voornamelijk in zijn werk Naming and Necessity (1980). Hierin ontwikkelt hij een tegenargument gekend als "het modale argument" (the modal argument). Neem nu de naam Aristoteles en de beschrijving "de grootste student van Plato", "de grondlegger van de logica" en "de leraar van Alexander de Grote". Het is vanzelfsprekend dat Aristoteles voldoet aan al deze beschrijvingen (en daarnaast uiteraard nog andere beschrijvingen van hem), maar het is echter niet noodzakelijk waar dat "als Aristoteles bestaat, deze beschrijvingen aan hem toekomen". Aristoteles kon evengoed bestaan hebben zonder die dingen te doen. Hij kon hebben gekozen om landbouwer te worden, in de politiek te gaan of hij kon gestorven zijn als jong kind. Namen zijn daarentegen net wat Kripke noemt "rigide aanwijzers" (rigid designators). Iets is een rigide aanwijzer als het hetzelfde object duidt (uitpikt, aanwijst, refereert aan) in alle mogelijke werelden waarin dit ding bestaat. In dit boek werkt hij daarnaast nog verscheidene andere argumenten tegen deze descriptieve theorieën van Frege en Russel uit.

### Taal en geest

#### Aangeborenheid en taalverwerving
De voornaamste onderwerpen die de taalfilosofie en de filosofie van de geest verbinden gaan over de vraag in hoeverre bepaalde taalstructuren zijn aangeboren, en hoe nu net het taalverwervingsproces verloopt. Deze onderwerpen komen ook aan bod in de taalpsychologie. Belangrijke vragen zijn dus In hoeverre is een taal aangeboren? Is taalverwerving een speciale eigenschap van de geest? Wat is het verband tussen denken en taal?
Er zijn drie grote perspectieven op het probleem rond de taalverwerving. Het eerste perspectief is het behavioristische perspectief, dat stelt dat de gehele taal aangeleerd wordt, en wel via conditionering. Het tweede perspectief is het "hypothesetestend"-perspectief (hypothesis testing perspective). Deze visie stelt dat een kind de syntactische regels en betekenissen van woorden leert door het postuleren en testen van bepaalde hypotheses, gebruikmakend van zijn al aanwezig intellect. De laatste visie is het psychologisch nativisme, dat stelt dat ten minste een gedeelte van de syntactische structuren reeds aangeboren is en al op voorhand vastligt, namelijk in bepaalde structuren van het brein.

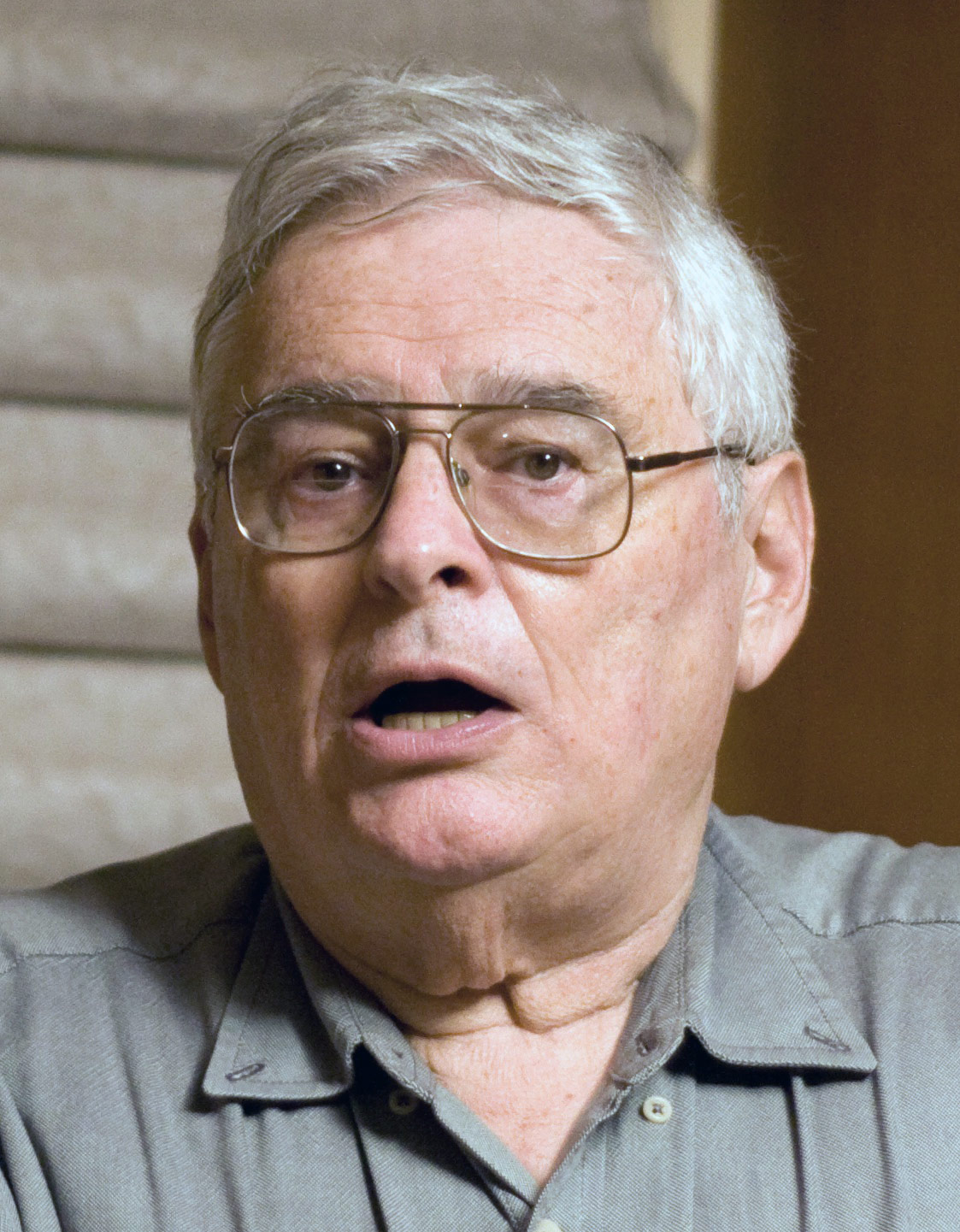
De filosoof Jerry Fodor is een aanhanger van het nativisme.

Er zijn verscheidene voorstellen gedaan om deze hersenstructuur omtrent de taal verder te vatten. De connectionistische benadering legt vooral nadruk op de idee dat een persoon zijn gedachten en woordenschat functioneren binnen een breder associatief netwerk. Nativistische modellen stellen dan weer dat er bepaalde gespecialiseerde structuren aanwezig zijn in de hersenen die speciaal zijn ingericht op het aanleren van talen. Computationalisten zoals Jerry Fodor zullen dan weer stellen dat er een zekere taal en logica van het denken is, namelijk de Language of Thought, en gelijkaardige informatieverwerkingssystemen, waarbij de menselijke geest analoog wordt opgevat met een computer. De benaderingswijze van het emergentisme stelt dan weer dat taal en symbolische systemen emergeren uit de simpelere biologische structuren, maar er zelf niet zijn tot terug te voeren. Daartegenover staan dan weer de reductionisten die net wel stellen dat deze hogere mentale processen kunnen worden beschreven aan de hand van basisprocessen op vlak van de neurofysiologie van de hersenen.

#### Taal en denken
Gerelateerd aan het vorige probleem, en eveneens nauw aansluitend bij de filosofie van de geest is de vraag in hoeverre taal het denken stuurt of bepaalt, en omgekeerd. Door de tijd heen zijn er verschillende visies op deze relatie geformuleerd, elk met hun eigen inzichten en suggesties.
De Sapir-Whorfhypothese stelt dat de taal de grens aangeeft in hoeverre een "linguïstische gemeenschap" kan nadenken over bepaalde onderwerpen (men vindt een parallelle hypothese in de roman Nineteen Eighty-Four van George Orwell). Met andere woorden stelde deze hypothese dat taal logisch voorrang had op denken. Wat men niet kan zeggen, kan men dus ook niet denken. De filosoof Michael Dummett is ook een voorstander van deze benadering.
De contrasterende thesis, namelijk dat het denken (of breder de mentale inhoud) voorrang heeft over de taal, heeft ook zijn voorstanders. Deze positie van "kennis eerst" kan bijvoorbeeld worden teruggevonden in het werk van Paul Grice, maar ook bij Jerry Fodor en zijn Language of Thought-hypothese. Fodor stelt dat zowel de gesproken als de geschreven talen, en hun intentionaliteit en betekenis, oorspronkelijk gebaseerd zijn op een interne taal eigen aan de menselijke geest. Een argument dat in het voordeel van deze benadering pleit is de sterke overeenkomst qua structuur en karakter van enerzijds gedachten en anderzijds taal. Ook wijzen voorstanders van deze positie vaak op de moeilijkheid om uit te leggen hoe tekens en symbolen, bijvoorbeeld op een stuk papier, iets betekenisvol kunnen representeren zonder te stellen dat deze betekenis voortkomt uit de menselijke geest zelf. Een probleem waarmee deze thesis wel te kampen heeft is dat het op bepaalde punten tot een regressus ad infinitum leidt. Toch zijn er vele voorstanders van deze positie, zoals Ruth Millikan, Fred Dretske en de eerder vernoemde Fodor, die uit deze thesis hebben besloten dat het zinvoller de oorsprong van betekenis direct bij de mentale toestanden zelf te zoeken.
Een andere reeks filosofen heeft dan weer geprobeerd aan te tonen hoe taal en denken eigenlijk naast elkaar bestaan en dat het dus onmogelijk is dat men het ene zonder het andere kan verklaren. Een voorbeeld hiervan is de filosoof Donald Davidson, die in zijn essay Thought and Talk betoogt dat de notie van "overtuiging" enkel adequaat kan verklaard worden als een product van een publieke linguïstische interactie. Ook Daniel Dennett neemt een gelijkaardige "interpretationistische" houding in betreffende propositionele attitudes. Ook bepaalde inzichten in de cognitieve taalkunde, bijvoorbeeld de notie van framing bevestigen de visie dat de taal een zekere invloed heeft op het denken.
Sommige filosofen, zoals de Griekse sofist Gorgias al deed, hebben vraagtekens geplaatst bij de stelling dat het überhaupt mogelijk is om al het denken in een taal te vatten.
"[...] taal kan nooit geheel het waarneembare vertegenwoordigen, simpelweg omdat het er van verschilt, en waarnemingen worden elk begrepen door één soort organen, en taal door een andere. Dus, omdat de objecten die wij zien niet kunnen gerepresenteerd worden door een ander orgaan dan het zicht, en de verschillende zintuigen de informatie niet aan elkaar kunnen doorspelen, taal op dezelfde wijze geen informatie kan bezitten over onze waarnemingen. Daarom, als iets bestaat en het is begrijpbaar, dan is het ook onmededeelbaar.
Er zijn bepaalde studies verricht die zouden aantonen dat de taal een invloed heeft op hoe mensen oorzakelijkheid begrijpen. Voorbeelden hiervan kunnen teruggevonden worden in het werk van Lera Boroditsky. Zo zouden Engelstalige mensen geneigd zijn te zeggen dat "Jan de vaas brak" (John broke the vase), zelfs als het om een ongeluk gaat, terwijl Spanjaarden of Japanners eerder geneigd zijn te stellen dat "de vaas gebroken is". In studies verricht door Caitlin Fausey aan de Stanford-universiteit werden Engelstaligen, Spanjaarden en Japanners elk geconfronteerd met bepaalde filmpjes waarin men twee mensen ballonnen zag stukprikken, eieren breken en drank morsen. Dit deden ze soms intentioneel en soms per ongeluk. Later werd aan de testpersonen dan ook gevraagd of ze nog konden herinneren wie wat nu net gedaan had. Op deze vragen antwoorden de Engelstalige anders dan de Spanjaarden en Japanners.
Ook is het zo dat personen die de Russische taal als moedertaal hebben en daarbij dus een extra onderscheid maken tussen licht- en donkerblauw, eigen aan hun taal, beter in staat zijn om de verschillende gradaties van blauw te onderscheiden. De Pirahã, een stam in Brazilië, hanteren dan weer enkel "sommige" en "vele" als ze over aantallen spreken en spreken niet in termen van cijfers. Als gevolg hiervan zijn ze slecht in staat om exacte kwantiteiten vast te stellen.

### Taal en sociale interactie
Een vaak voorkomend idee is dat taal zou worden gestuurd door sociale conventies. Het is ook rond deze stelling dat verscheidene taalfilosofen onderzoek verrichten. Vragen die hierbij aan bod komen zijn: Wat is nu net een conventie, en hoe bestuderen we het? In hoeverre zijn conventies belangrijk in het bestudreen van de taal? Een mogelijk antwoord op de eerste vraag is gegeven door de filosoof David K. Lewis, namelijk een conventie zou een "rationele en zelfonderhoudende regelmatigheid in het gedrag" (rationally self-perpetuating regularity in behavior) zijn.
Sommige taalfilosofen stellen ook de vraag in hoeverre het überhaupt nuttig is om conventies bij de studie van taal en betekenis te betrekken. Iemand als Noam Chomsky stelt bijvoorbeeld dat men de studie van de taal volledig kan baseren op wat hij noemt de "Ik-taal" (I-Language). Dit is de interne taal van een persoon zelf. Als dit het geval is, ondermijnt dit in zekere zin de zoektocht naar een verklaring van taal in termen van conventies, en deze verklaringen zouden daarbij gedegradeerd worden tot het niveau van "metasemantiek". Metasemantiek houdt zich bezig met het verklaren hoe semantische feiten tot stand komen. Voorbeelden hiervan zijn de etymologie en de stilistiek.
Ook vele op het eerste gezicht ongerelateerde vakgebieden hebben zich ingelaten met de vraag naar de rol van linguïstische conventies. Een voorbeeld hiervan is de sociologie, en meer concreet het symbolisch interactionisme, dat gebaseerd is op het inzicht dat de menselijke sociale organisatie gebaseerd is het gebruik van betekenissen. Als gevolg hiervan moet dan ook elke verklaring van enige sociale structuur aandacht schenken aan de gedeelde betekenissen die deze structuren creëren en onderhouden.
Ook het vakgebied van de retorica houdt zich bezig met de relatie tussen het sociale en de taal. Meer concreet gaat het over het specifiek gebruik van bepaalde woorden om een emotioneel effect bij de luisteraar te bekomen. Verdere relevante onderzoeksvragen binnen de retoriek zijn het onderzoeken van een fenomeen als propaganda, het gebruik en nut van schelden en pejoratieven, of om fenomenen zoals performatieve werkwoorden te bestuderen (of breder taalhandelingen).
De algemene literatuurwetenschap is een discipline die in zekere mate overlapt met de taalfilosofie. Het legt vooral de nadruk op het gebruik van verschillende methodes door lezers en critici bij het lezen van een tekst. Dit vakgebied, wat een uitgroeisel is van de studie naar het juist interpreteren van berichten, is nauw verbonden met de oude discipline van de hermeneutiek.

## Taal binnen de continentale filosofie
Binnen de continentale filosofie wordt de taalfilosofie niet zozeer als een aparte discipline gezien zoals binnen de analytische filosofie. De taal is daarentegen altijd ingebed in een breder kader en is dus verbonden met andere gebieden van het denken zoals de fenomenologie, semantiek, hermeneutiek, Heideggeriaanse ontologie, existentialisme, structuralisme, deconstructie en Kritische Theorie. De idee van taal wordt hier teruggevoerd naar dat van "Logos" zoals de Grieken het verstonden, als discours of dialectiek. De taal en onze concepten zijn daarnaast ook bepaald door de concrete geschiedenis en de politieke omstandigheden, of zelfs door de geschiedenis van de filosofie zelf.

### Hermeneutiek

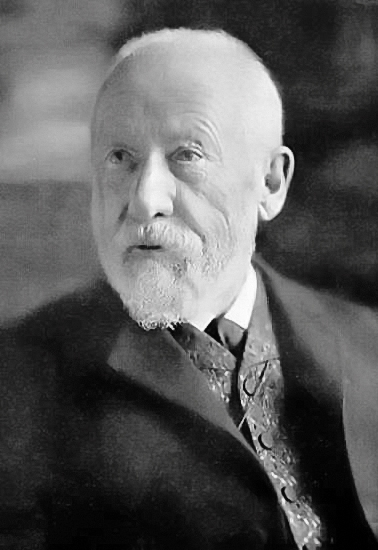
De filosoof Wilhelm Dilthey is een belangrijk vertegenwoordiger van de hermeneutiek.

De hermeneutiek, en in de interpretatietheorie in het algemeen, heeft een belangrijke rol gespeeld binnen de 20e-eeuwse continentale taalfilosofie en ontologie en begon bij het werk van Martin Heidegger. Heidegger combineerde de fenomenologie met de hermeneutiek van Wilhelm Dilthey. Heidegger was ervan overtuigd dat de taal een van de centrale concepten was van het Dasein:
"Die Sprache ist das Haus des Seins. In ihrer Behausung wohnt der Mensch. Die Denkenden und Dichtenden sind die Wächter dieser Behausung. Ihr Wachen ist das Vollbringen der Offenbarkeit des Seins, insofern sie diese durch ihr Sagen zur Sprache bringen und in der Sprache aufbewahren."
Toch geloofde Heidegger dat de taal vandaag de dag niet geschikt is om het Zijn (Sein) geheel te begrijpen. Hij bedacht dan ook zelf, bijvoorbeeld voor de verschillende nuances van Zijn, nieuwe woorden gebaseerd op het Oudgrieks en Duitse etymologische verbanden tussen woorden. Hij vermeed daarnaast ook bewust klassieke filosofische termen zoals bewustzijn, ego, mens, natuur, subject, ... en spreekt daarentegen liever over het in-de-wereld-zijn of het Dasein.
Op basis van deze nieuwe concepten construeert Heidegger zijn taalfilosofie, waarbij het spreken centraal staat. Hij was ervan overtuigd dat het spreken (praten, luisteren, stilte) de meest essentiële en pure vorm van de taal was. Heidegger betoogt dat schrijven enkel een supplement van het spreken is, onder andere omdat zelfs de lezer wanneer hij leest eigenlijk in zichzelf spreekt. Centraal staat ook de idee dat de taal voorafgaat aan het menselijke spreken. Concreet wil dit zeggen dat wanneer iemand "geworpen" wordt in deze wereld, zijn bestaan al reeds gekenmerkt wordt door een zekere vorm van "voorverstaan" van de wereld. Het is echter pas nadat men de dingen benoemt, dat men toegang krijgt tot het Dasein en in-de-wereld-zijn.
Hans-Georg Gadamer werkte deze ideeën van Heidegger verder uit en ontwikkelde zo een gehele hermeneutische ontologie. In Wahrheit und Methode (1960) beschrijft Gadamer de taal als "het medium waarbinnen het fundamentele verstaan en overeenkomen tussen twee personen plaatsvindt." Daarnaast beweert Gadamer ook dat de wereld taalmatig wordt geconstitueerd, en dus niet zonder de taal kan bestaan. Monumenten en standbeelden, bijvoorbeeld, kunnen niets overbrengen zonder daarbij de hulp van de taal in te roepen. Elke taal zou ook volgens Gadamer een geheel eigen wereldbeeld creëren omdat de taalmatige natuur van de wereld elk individu net bevrijdt van een soort objectieve en afstandelijke wereld.
De Franse denker Paul Ricœur verbindt dan weer de hermeneutiek met de oorspronkelijke Griekse betekenis van de term, namelijk het ontdekken van verborgen betekenissen in de dubbelzinnige termen (of "symbolen") van de alledaagse taal. Andere filosofen binnen deze traditie zijn onder anderen Luigi Pareyson en Jacques Derrida.

### Semiotiek
De semiotiek is de studie van het wezenlijke karakter, het tot stand komen en het gebruik van tekens en tekensystemen. Hierbinnen wordt de menselijke taal (zowel de natuurlijke als de kunstmatige varianten) begrepen als slechts een van de vele wegen waarop de mensen (of andere bewuste wezens) kunnen communiceren. Het laat de mens toe de externe wereld efficiënt te manipuleren om zo betekenis voor zichzelf te creëren en deze ook over te dragen naar anderen. Elk object, elke persoon, elke gebeurtenis en elke kracht communiceert of betekent voortdurend. Het rinkelen van een telefoon bijvoorbeeld, is de telefoon. De rook die ik aan de horizon zie is het teken dat er vuur is. De rook betekent dus. De dingen in de wereld, volgens deze benadering, lijken "gelabeld" te zijn in functie van de mens opdat hij ze kan interpreteren. Alles heeft dan ook betekenis. Echte communicatie, waaronder ook de menselijke taal valt, vereist wel iemand die de boodschap of de tekst overbrengt (de "zender") via een bepaald medium naar iemand anders (de "ontvanger"). De semioticus Roland Barthes beschrijft de taal in zijn breder geheel als volgt:
"Men versta dus voortaan onder taal, uiting, spraak iedere betekenende eenheid of samenhang, hetzij verbaal, hetzij visueel: een foto zal voor ons evenzeer spraak zijn als een krantenartikel; zelfs voorwerpen kunnen tot spraak worden als zij iets betekenen. Deze indelingswijze van de taal wordt trouwens gerechtvaardigd door de geschiedenis van het schrift: lang voor de uitvinding van ons alfabet dienden voorwerpen, als Inca-kipoe, of tekeningen, als de pictogrammen, als gebruikelijke spraak."
Taal wordt hierbij louter beschouwd en bestudeerd als een van de vele vormen van communicatie. Belangrijke vertegenwoordigers van deze benadering zijn Roman Jakobson, Charles Sanders Peirce, Ferdinand de Saussure en Claude Lévi-Strauss. Moderne vertegenwoordigers zijn dan weer Umberto Eco, Algirdas Greimas, Louis Hjelmslev en Tullio De Mauro.

## Voornaamste problemen in de taalfilosofie

### Vaagheid
Een belangrijk probleem dat de taalfilosofie en de logica heeft beziggehouden is het probleem van de vaagheid van woorden. Voornamelijk gaat het hier om het bestaan van bepaalde randgevallen waarbij het praktisch onmogelijk is te zeggen of men een bepaald predicaat wel of niet aan iets kan toeschrijven. Klassieke voorbeelden zijn "groot zijn" en "kaal zijn", waar het dus niet duidelijk is bij bepaalde gevallen of men deze personenen dan wel groot of niet groot moet noemen. Het gaat hier dus om de paradox van de hoop: als je een zandkorreltje neemt is het overduidelijk dat het geen "hoop zand" is, noch als je twee of drie zandkorreltjes neemt. Het is echter niet duidelijk wanneer men wel effectief kan spreken van een "hoop zand". Bepaalde filosofen hebben dit proberen op te lossen door beroep te doen op Fuzzy logic.

### Universaliaprobleem
Een ander groot probleem is het statuut van universalia, een probleem dat al teruggaat tot in de middeleeuwen, en zelfs al terug te vinden is bij Plato. Het gaat hier om de vraag of algemene termen zoals "kleur", "de mens" of "de rechtvaardigheid" werkelijk op een bepaalde manier bestaan. Realisten stellen dat er inderdaad zulke abstracte universalia bestaan, terwijl nominalisten net zullen stellen dat er enkel de particuliere gevallen bestaan ("groen, rood", "persoon X, persoon Y" of "de rechtvaardigheid in daad X of daad Y"), en dat de universele termen slechts namen zijn in de menselijke geest.
Dit kan verduidelijkt worden als we de propositie "Socrates is een mens" beschouwen:
- Realisme: er is een vaste connectie tussen "Socrates" en "mens" en het is een connectie tussen twee abstracte entiteiten. Er is werkelijk een entiteit "mens" genaamd, die bestaat. Deze entiteit staat dan in verband of bevat "Socrates".
- Nominalisme: de connectie tussen "Socrates" en "mens" is een connectie tussen een particuliere entiteit "Socrates" en een vaste verzameling van particuliere dingen, namelijk "mensen". Zeggen dat "Socrates is een mens" is zeggen dat Socrates deel uitmaakt van de verzameling van "mensen". Een andere benadering is dat men "mens" als een eigenschap van de entiteit "Socrates" beschouwt.
- matig realisme: er is ook een derde weg, die men terugvindt bij Aristoteles en Thomas van Aquino. Hier wordt "mens" opgevat als verwijzend naar een essentie of vorm dat daadwerkelijk ook aanwezig is in Socrates, maar ook in elke andere mens, maar "de mens" op zich bestaat niet als een onafhankelijk of onderscheiden entiteit.

### Aard van de taal
Een belangrijke, maar complexe vraag binnen de taalfilosofie is ook de vraag naar de betekenis en de inhoud van het woord "taal" zelf. Deze vraag valt uiteen in twee deelvragen:
1. Wat is een "taal" in het algemeen beschouwd?
2. Wat maakt een taal tot een particuliere, individuele taal?

De meeste semiotici stellen dat een taal gedefinieerd kan worden als een loutere manipulatie en gebruik van symbolen om zo de aandacht te trekken naar de betekenisvolle inhoud. Als dit waar is zou dit kunnen betekenen dat niet enkel mensen een taal bezitten. Daartegenover staat dan wel iemand als Noam Chomsky die vooral de rol van de syntaxis benadrukt als essentieel voor elke taal.
Een meer complexe vraag is die naar wat een particuliere taal onderscheidt van alle andere talen. Wat maakt bijvoorbeeld het "Nederlands" tot het Nederlands? Wat is net het verschil tussen Spaans en Frans? De eerder vermelde Chomsky wijst hier op het feit dat, wil men dit ontdekken, men moet beginnen met het onderzoek naar de interne taal van de mens, ook wel I-languages genoemd. Deze interne taal zou dan gebaseerd zijn op bepaalde principes waaruit iets als de grammatica van elke taal zou voortvloeien. Hij plaatst deze benadering tegenover de E-languages, waarbij men een taal probeert te verklaren vanuit het specifiek gebruik binnen een bepaalde gemeenschap van sprekers.

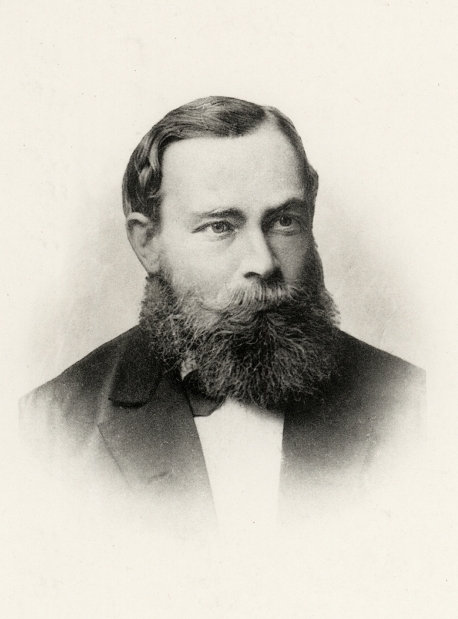
De filosoof Gottlob Frege stelde dat de logica een belangrijke rol kon spelen in de analyse van de taal.

### Formele versus informele benaderingen
Een ander probleem dat de taalfilosofen in twee kampen heeft verdeeld is de vraag in hoeverre de formele logica iets te zeggen heeft over en gebruikt mag worden voor de analyse van de natuurlijke of alledaagse taal. Filosofen die (redelijk) positief stonden tegenover het gebruik van formele logica waren onder anderen Rudolf Carnap, Donald Davidson, Gottlob Frege, Richard Montague en Alfred Tarski.
Een de andere kant staat dan weer de ordinary language philosophy dat vooral prominent was in de jaren 50 en 60. Filosofen als John Austin, Gilbert Ryle en Peter Strawson legden vooral de nadruk op de alledaagse taal als studieobject, waarbij men dan niet moest kijken naar de formele waarheidsvoorwaarden van de zinnen en de referenten van de termen. Deze stroming geloofde dat men de sociale en praktische dimensies van de taal niet kan vatten via het formaliseren van de taal en het gebruik van logica. Logica en taal worden hier opgevat als twee geheel verschillende dingen. Wat hier centraal staat zijn niet de uitspraken zelf, maar net wat de mensen ermee doen en hoe ze ze gebruiken.
Iemand als Austin zal dan ook een theorie omtrent taaldaden uiteen te zetten, waarin hij beschrijft hoe wij bepaalde dingen kunnen doen met de taal (zoals een suggestie, bevel, overtuiging, bedreiging, ... uiten) naargelang de situatie waarin het gebruikt wordt. Strawson stelt dan weer dat bepaalde typische logische elementen zoals {\displaystyle \land }, {\displaystyle \lor } en {\displaystyle \rightarrow } de betekenis van hun tegenhanger in de alledaagse taal ("en", "of" en "als-dan") niet kunnen vatten. Een bekend criticus van de ordinary language philosophy was de filosoof en antropoloog Ernest Gellner, voornamelijk in zijn boek Words and Things (1959). Hoewel deze ordinary language philosophy ongeveer uitgestorven is, is haar invloed wel cruciaal geweest in de taalfilosofie, en voornamelijk in de studie van de pragmatiek. Veel van hun ideeën komen ook terug bij hedendaagse filosofen als Kent Bach, Robert Brandom, Paul Horwich en Stephen Neale.

### Vertalen en interpreteren
De noties van vertaling en interpretatie zijn twee andere problematische concepten binnen de taalfilosofie. Iemand als Willard Van Orman Quine zal bijvoorbeeld stellen dat er een zekere onbepaaldheid van betekenis en referent bestaat door de onmogelijk van een vaste vertaling en interpretatie. Quine stelt een gedachte-experiment voor waarin we zouden geconfronteerd worden met een volledig onbekende primitieve stam met een eigen taal die we geheel niet begrijpen.
Wil men de woorden begrijpen die deze mensen gebruiken, kan men dit proberen via observatie van de situaties waarin deze woorden worden gebruikt. Quine stelt echter dat zelfs dan er nog altijd een zekere onbepaaldheid zit in wat de woorden nu exact betekenen omdat er altijd meerdere opties openblijven. Als bijvoorbeeld, een spreker van deze taal, wanneer hij een konijn ziet het woord "gavagai" uitspreekt, is het niet duidelijk of hij nu verwijst naar het hele konijn, zijn staart of een ander deel ervan. Voor Quine schuilt betekenis niet in een woord of in een zin, maar het komt net tot stand vanuit een groter geheel, of zelfs vanuit de taal in zijn geheel. Deze positie staat ook gekend onder de naam semantisch holisme. De filosoof Donald Davidson is verder op deze problematiek ingegaan.

## Taalfilosofen
- Aristoteles
- John Austin
- Roland Barthes
- Robert Brandom
- Rudolf Carnap
- Noam Chomsky
- Donald Davidson
- Jacques Derrida
- Wilhelm Dilthey
- Michael Dummett
- Umberto Eco
- Jerry Fodor
- Michel Foucault
- Gottlob Frege
- Hans-Georg Gadamer
- Jürgen Habermas
- Martin Heidegger
- David Hume
- Edmund Husserl
- Roman Jakobson
- Saul Kripke
- Jacques Lacan
- Jean-François Lyotard
- Maurice Merleau-Ponty
- Richard Montague
- Stephen Neale
- Charles Sanders Peirce
- Plato
- Hilary Putnam
- Willard Van Orman Quine
- Paul Ricœur
- Richard Rorty
- Bertrand Russell
- Gilbert Ryle
- Ferdinand de Saussure
- John Searle
- Pieter Seuren
- Peter Strawson
- Alfred Tarski
- Albert Visser
- Ludwig Wittgenstein